# إريك ريختر
إريك ريختر (بالإنجليزية: Erik Richter)‏ هو كاتب سيناريو أمريكي، ولد في 1966.

## وصلات خارجية
- إريك ريختر على موقع IMDb (الإنجليزية)
- إريك ريختر على موقع ألو سيني (الفرنسية)
- إريك ريختر على موقع قاعدة بيانات الفيلم (الإنجليزية)
- إريك ريختر على موقع كينوبويسك (الروسية)